# Sjöslaget vid Femern
Sjöslaget vid Femern stod mellan svenska och danska flottstyrkor under Torstensons krig och är en av den svenska marinens största segrar någonsin. Av 37 skepp förlorade den svenska sidan bara ett skepp, Swarte Arent, ett gammalt holländskt fartyg. Av 17 danska fartyg sänktes eller erövrades samtliga utom Pelikanen och Lammet.

## Inledningen till slaget

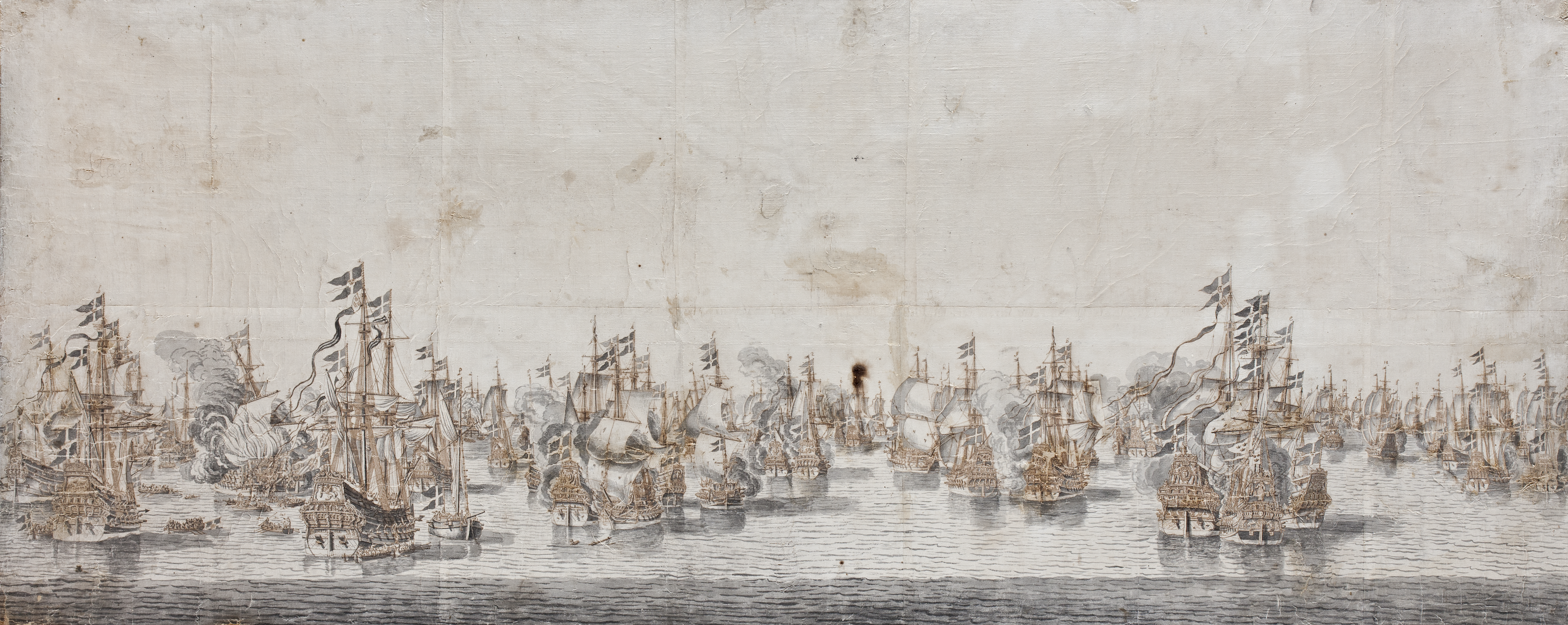
Slaget vid Femern belt. Lavering från 1650 cirka. Skoklosters slott.

Efter att fältmarskalk Lennart Torstenson i december 1643 marscherat upp mot Jylland och erövrat denna halvö i det så kallade Torstensonskriget krävdes fartyg för att få över svenska trupper från Jylland till de danska öarna.
En värvad holländsk flotta under  Martin Thyssens försökte ta ombord trupper vid ön Sylt men angreps och drevs bort av en dansk flotta under kung Kristian IV:s personliga ledning i sjöslaget vid Lister Dyb den 16 maj 1644.
Jämbördiga svenska och danska flottstyrkor möttes därefter i sjöslaget vid Kolberger Heide den 1 juli. Slaget slutade oavgjort men svenskarna stängdes inne i Kielfjorden dit de gått efter slaget för att fylla på förråd. En månad senare kunde svenskarna bryta sig ut under ledning av generalmajor Carl Gustaf Wrangel, en manöver som kom att leda till att den danska befälhavaren Peder Galt avrättades efter anklagelser om att ha misskött sitt uppdrag. 
Efter utbrottet kunde den svenska huvudflottan angöra hemmabasen Dalarö utanför Stockholm. Efter reparationer i Holland kunde även Thyssens åter löpa ut med sin flotta och efter en äventyrlig seglats genom Öresund och runt Skåne ankra norr om Kalmar. För bedriften adlades Thyssens med namnet Anckarhjelm, vid ungefär samma tid som Wrangel befordrades till Generalamiral.
Den svenska flottan förenades den 5 oktober 1644 med de från Nederländerna inhyrda fartygen, och seglade till Wismar vid södra Östersjökusten. Efter underrättelser om danska skepp mellan Lolland och Langeland sattes nordlig kurs den 11 oktober. Ombord på flottan fanns då också 1 500 soldater. Den danska flottan siktades liggande till ankars nordväst om ön Fehmarn och Wrangel valde att själv ankra norr om ön, dels på grund av kvällning och dels för att invänta en växande sydvästlig storm. Då vinden mojnat på kvällen den 12 oktober höll Wrangel krigsråd med amiralerna Martin Anckarhjelm, och Peter Blum. Man beslöt att försöka anfalla danskarna från två håll samt erövra fartygen genom äntring.

## Slagets förlopp
På morgonen den 13 oktober lättade den svenska flottan ankar och gjorde klart för strid genom att dela in sig i två svenska och tre inhyrda holländska eskadrar, den ena svenska under Wrangel på Smålands Lejon och den andra under viceamiral Peter Blum på Draken.
De inhyrda holländska var under Thijssen på Jupiter, samt viceamiral Henrik Gerretsen på Groote Dolphijn och Schoutbynacht (lägsta amiralstiteln) Pieter Marcussen på Groot Vliessingen.
På dansk sida var indelningen i två eskadrar under amiral Pros Mund på Patientia och Joachim Grabow på Lindormen. Vid tiotiden på förmiddagen var de större skeppen i de båda flottorna inom skotthåll för varandra och började ge eld. De mindre danska fartygen föll av och avlägsnade sig från striden, men blev då jagade av de holländska skeppen.
Tidigt i striden fick det svenska amiralsskeppet Smålands Lejon så svåra skador i rigg och skrov att hon måste dra sig ur. De svenska fartygen Regina och Göteborg attackerade och äntrade det danska amiralsskeppet Patientia. Under striderna dödades den danske amiralen Pros Mund.
Den svenska brännaren Meerman sändes mot danska Lindormen, som snabbt tog fyr och sprängdes. Det svenska fartyget Nya Fortuna erövrade danska amiralsskeppet Oldenborg genom äntring. Det sista amiralsfartyget Tre Löver avlägsnade sig, men förföljdes av Anckarhjelms nederländska Jupiter, Patentia och Swarte Arent. Det sistnämnda fartyget sköts i sank av Tre Löver, innan de övriga två holländska fartygen erövrade det genom äntring och rensade däcken på Tre Löver.
De mindre danska fartygen Tu Löver, Havhesten och Fides fångades in av holländska Jupiter och Groote Dolphijn. En klunga danska fartyg pressades upp mot Lolland, däribland Neptunus, Nellebladet, Stormarn och Kronet Fisk. Dessa bogserades senare ut av holländarna. Fartyget Delmenhorst sattes på grund och exploderade efter att ha satts i brand av svenska brännaren Delfin. Markatten, Höjenhald och en galjot sattes också på grund, men där eldgivningen från land skyddade dem från holländarna. Bara Pelikanen och Lammet lyckades undkomma och ta sig till Köpenhamn 17 oktober.

## Konsekvenser av slaget
Danskarna förlorade tolv fartyg, varav tio togs som priser. Ett hundratal man miste livet och ca 1 000 man togs till fånga. På svensk sida förlorades bara fartyget Swarte Arent, men besättningen räddades. Totalt stupade bara 59 personer på den svenska sidan.
Segern var en av de största i Kungliga flottans historia. Även om det inte längre var aktuellt att skeppa över Torstenssons soldater till danska öarna då dessa nu var inriktade på att möta general Gallas kejserliga trupper som nalkades söderifrån, så var insikten på dansk sida att Sverige hade totalt herravälde till sjöss efter slaget. Detta banade väg för förhandlingar och slutligen den för Sverige förmånliga freden i Brömsebro 13 augusti 1645.

## Deltagande skepp och antalet kanoner

### Sverige
- Drake 40
- Smålands Lejon 32 (flag)
- Göteborg 36
- Leopard 36
- Regina 34
- Tre Kroner 32
- Jägare 26
- Vesterviks Fortuna 24
- Akilles 22
- Svan 22
- Gamla Fortuna 18
- Lam 12 (galär)
- Fenix 10 (galär)
- Postpferd 2 (galär/galjot)
- Lilla Delfin (brännare) - Burnt
- Meerman (Brännare) - Burnt
- ? (handelsfartyg)

### Av Sverige inhyrda nederländska fartyg
- Delphin 38
- Jupiter 34
- Engel 34
- Gekroende Liefde 31
- Coninchva Sweden 28
- Campen 26
- Den Swarten Raven 26
- Vlissingen 24
- Nieuw Vlissingen 24
- St Matthuis 24
- Patientia 24
- Arent/Adelaar 22 - Sänkt av Tre Løver
- Nieuw Gottenburg 22
- Liefde van Hoorn 20
- Prins 20
- Wapen van Medenblik 20
- Posthorn 20
- Brouwer 20
- St Marten 20
- Harderinne 8
- ? 2 (galjot)

### Danmark
- Patienta 48 (flaggskepp, amiral Pros Mund) - Erövrad
- Tre Løver 46 - Erövrad
- Oldenborg 42 - Erövrad
- Lindorm 38
- Pelican 36
- Stormar 32 - Erövrad
- Delmenhorst 28 - Erövrad
- Fides 28 - Erövrad
- Neptunus 28 - Erövrad
- Nelleblad 24 - Erövrad
- To Løver 22 - Erövrad
- Kronet Fisk 20 - Grundstätt och erövrad
- Lam 16
- Markat 16
- Havhest 14
- Højenhald 8 - Förstörd
- ? 2 (galär/galjot) - Förstörd